# Graine de champion
Graine de champion (あしたへフリーキック, Ashita e Free Kick) est une série télévisée d'animation japonaise de 52 épisodes produite par le studio Ashi Productions. Elle a été diffusée entre avril 1992 et avril 1993 sur NTV.
En France, seule la moitié des épisodes a été diffusée.

## Synopsis
Shun Godai (Thierry en français) est un jeune garçon qui aime le football. Mais son grand-père, un homme d'affaires important, souhaite que son petit-fils suive son chemin et reprenne ainsi ses affaires. Tandis que Shun se voue corps et âme à une carrière de footballeur professionnel, en Italie, son grand-père enrage...